# Озборн Рейнолдс
Озборн Рейнолдс (на английски: Osborne Reynolds), роден на 23 август 1842 г. в Белфаст и починал на 21 февруари 1912 г. в Уочет, е британски физик и инженер. Въвежда т.нар. Рейнолдсово число при изследване на ламинарни и турбулентни течения.

## Биография
Озборн Рейнолдс е роден в Белфаст в семейство на учител и духовно лице. Скоро след раждането му семейството се премества в Дедам. След завършването на училището през 1861 г. започва да работи като чирак в инженерното бюро на Едуард Хейс. Следва математика в колежа Куинс Колидж, като завършва през 1867 г. Работи като инженер в строителното бюро на Джон Лоусън в Лондон. През 1868 г. става професор по строително и механично инженерство в Оуенс Колидж в Манчестър. Там той работи в Уитуърт Лабораторис. През 1905 г. се пенсионира, след като има здравословни проблеми.

## Научни постижения
Като учен се занимава с различни въпроси на механиката и физиката като: кавитацията на корабните витла, атмосферната рефракция на звука, скоростта на водните вълни, топлопредаването между стени и флуиди и смазването на плъзгащи лагери. Най-важните са трудовете му за подобието на течения, като Рейнолдс въвежда така нареченото Рейнолдсово число. Разкрива същността на прехода на ламинарния поток към турбулентност.
- Експериментите на Рейнолдс за динамика на флуиди в тръби
- Наблюдаване на флуидни течения при експериментите на Рейнолдс